# محله لاتن (فیلم ۱۹۲۹)
«محله لاتن» (انگلیسی: Latin Quarter) یک فیلم به کارگردانی آگوستو جنینا است که در سال ۱۹۲۹ منتشر شد.